# Gyrinus microtuberculatus
Gyrinus microtuberculatus är en skalbaggsart som beskrevs av Hatch. Gyrinus microtuberculatus ingår i släktet Gyrinus och familjen virvelbaggar. Inga underarter finns listade i Catalogue of Life.